# 道の駅望羊中山
道の駅望羊中山（みちのえき ぼうようなかやま）は、北海道虻田郡喜茂別町にある国道230号の道の駅である。札幌市との境界付近、中山峠の頂上に立地しており、羊蹄山を望むビューポイントとなっている。名物の「あげいも」を販売している。

## 歴史
前身は、1965年（昭和40年）に開設した「中山峠キャンプ村」の施設（中山峠健民センター国民宿舎「中山荘」や物産館）であり、翌年には「道立中山峠ユースホステル」（1997年休館）が完成した。1983年（昭和58年）には拡張工事を経た「中山峠健民センター物産館」、「中山峠高原ホテル」がオープンした（現在は休業中）。
道の駅登録後、1999年（平成11年）には運営をそれまでの町営から民間企業の株式会社喜茂別へ移譲したが、2001年（平成13年）に株式会社喜茂別の筆頭株主である岩倉土地開発が経営破綻し、株式会社喜茂別は施設賃料などを滞納するようになった。翌年に町は株式会社喜茂別に対して施設の明け渡しと未納賃料を求めて札幌地方裁判所に提訴し、同年には施設の明け渡しと未納賃料など約1億3千万円の支払を命じた判決が下った。判決後、道の駅の営業が不安定な状況に陥り、2003年（平成15年）に株式会社喜茂別は自己破産を申請した。その後、施設の運営を加森観光が受託して営業再開した。

### 年表
- 1993年（平成05年）：中山峠健民センター物産館が道の駅登録[9][16]。
- 1994年（平成06年）：中山峠観光トイレ「森のしずく」開設[9]。
- 1995年（平成07年）：中山峠観光トイレが日本トイレ協会による『グッドトイレ10』に選定[9]。
- 1999年（平成11年）：中山峠公営企業会計廃止し[9]、株式会社喜茂別に移譲。
- 2000年（平成12年）：中山峠森の美術館オープン[9][17][18]。これは、2005年に中山峠写真の森美術館[19]、2011年に再び中山峠森の美術館へリニューアル後、2017年に閉館。
- 2003年（平成15年）：株式会社喜茂別が自己破産を申請し[13]、物産館の閉鎖が続く[20][21]。加森観光が運営受託し、営業再開[14][15]。
- 2012年（平成24年）：中山峠での土砂崩れにより[22][23]、臨時休館[24][25][26]。
- 2013年（平成25年）：施設内での火災[27][28]、中山峠での土砂崩れにより[29][30][31]、一時休業[32]。
- 2023年（令和5年）：売店「峠のおみやげ・コンビニ」を「北海道プロデュース230」にリニューアル[33]。

## 施設
敷地内には石碑「旧本願寺街道」、銅像「現如上人之像」、喜茂別町などが建立したアスパラガスの栽培発祥の地を記念した「アスパラガス発祥の地」碑（1965年建立）、「アスパラの塔」（1989年設置）がある。
- 駐車場
  - 普通車：190台
  - 大型車：12台
  - 身障者用：7台
- トイレ
  - 男：大 10器（1器）、小 21器（3器）

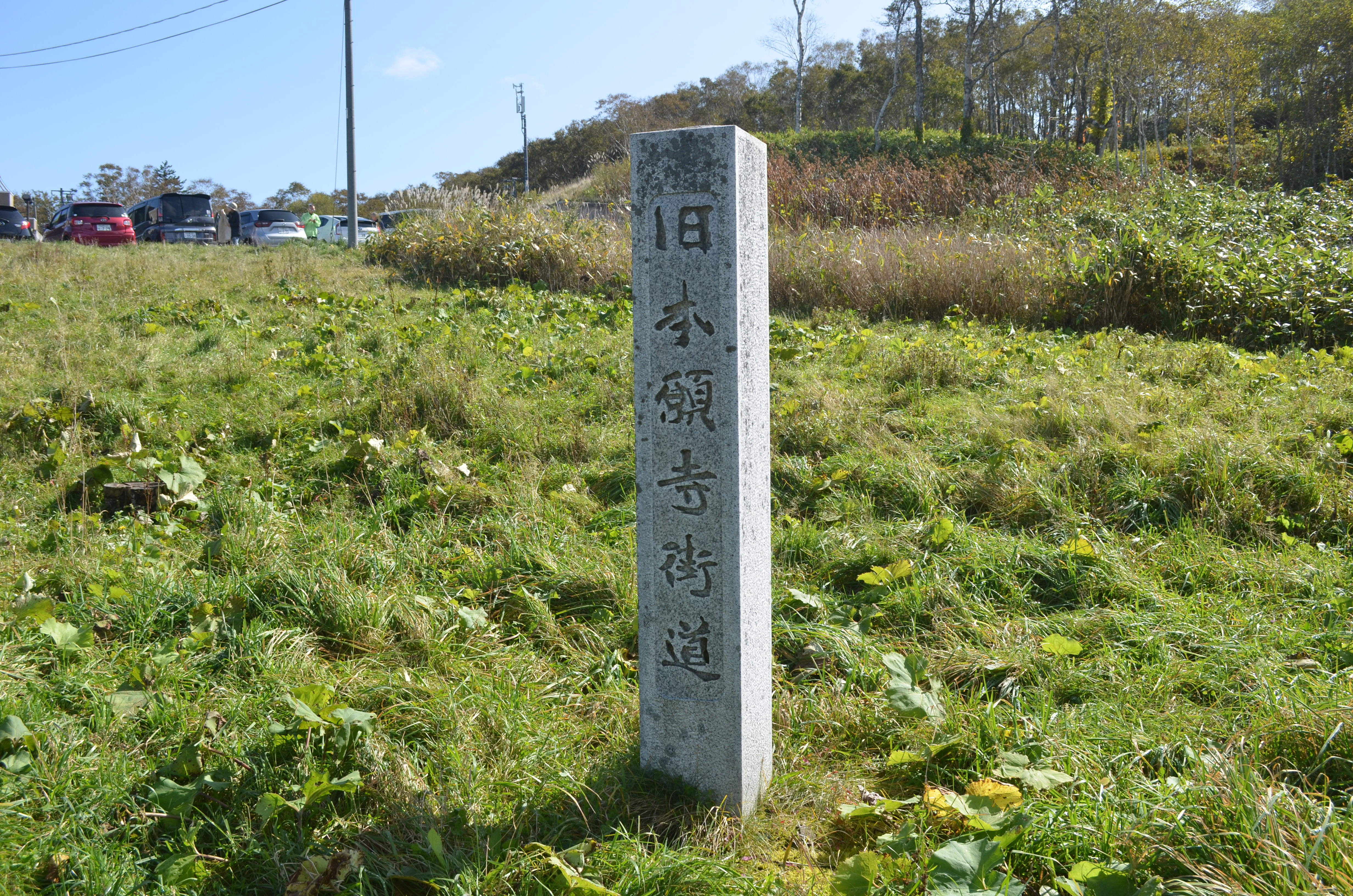
石碑「旧本願寺街道」
現如上人像
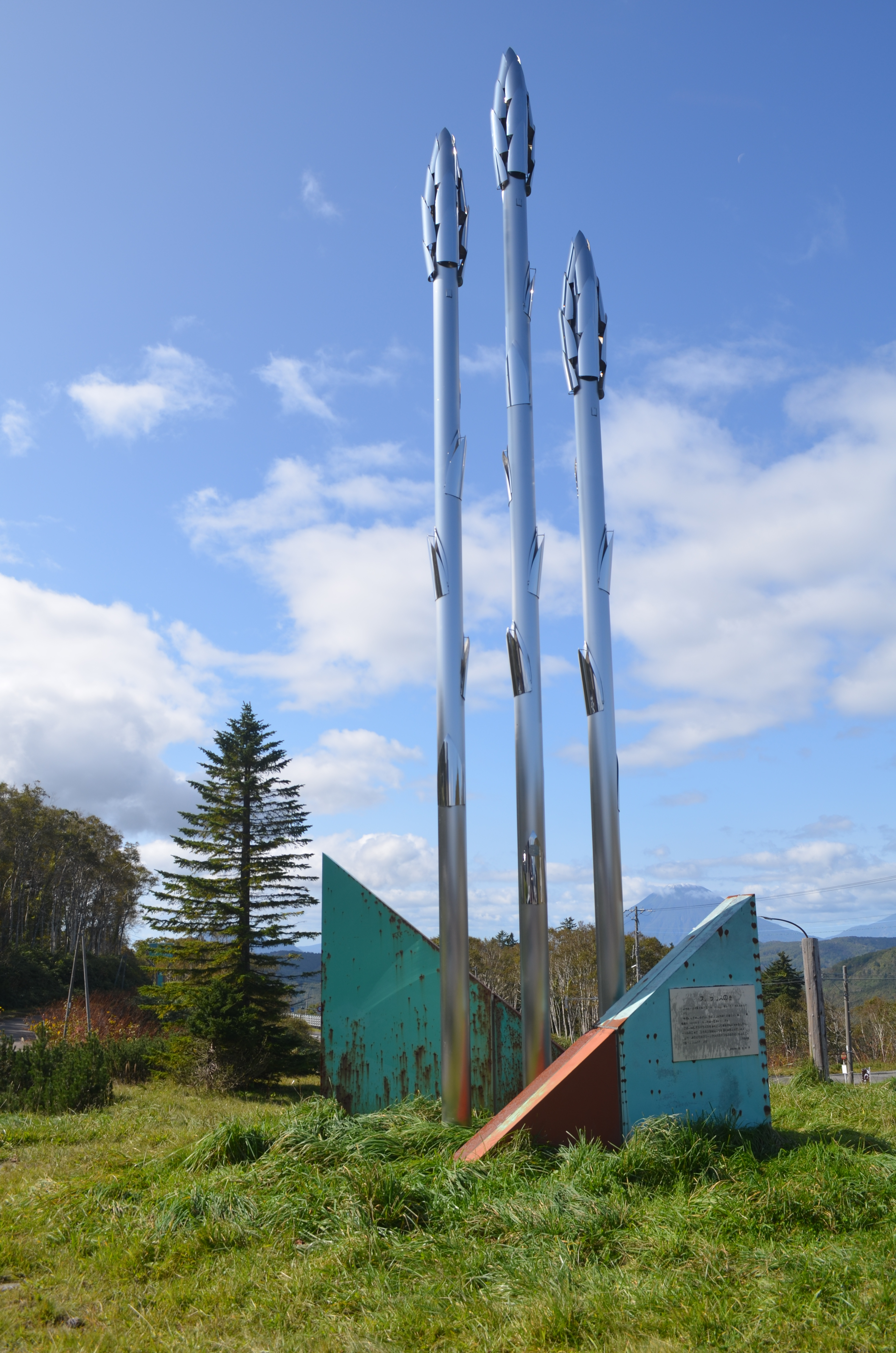
アスパラの塔

  - 女：32器（2器）
  - 身障者用：3器（1器）

※（）内は24時間利用可能
- 公衆電話：2台
- AED
- Wi-Fi
- 売店「北海道プロデュース230」
- テイクアウトコーナー
- レストラン「味処 四季彩」
- パノラマ展望台

- 石碑「旧本願寺街道」
- 現如上人像
- アスパラの塔

## アクセス
国道230号を挟んだ向いには中山峠 峠の茶屋、道南バス「中山峠」バス停、「中山峠」の碑があるほか、中山峠スキー場に近接している。
- 札幌市中心部から車で約60分
- 小樽から車で約75分
- 新千歳空港から車で約90分